# ダニエル・ピューダー
ダニエル・ピューダー（Daniel Puder、1981年10月9日 - ）は、アメリカ合衆国の男性総合格闘家、プロレスラー。カリフォルニア州クパチーノ出身。アメリカン・キックボクシング・アカデミー所属。

## 来歴
2003年9月6日、総合格闘技デビュー戦となったX-1でジェイ・マコーンと対戦し、3-0の判定勝ちを収めた。
2004年10月、プロレス団体WWEの第4回タフイナフチャレンジ（100万ドルタフイナフ）で優勝し、WWEとの契約を獲得した。11月4日、スマックダウンにおいてカート・アングルと対戦した際アングルにシュートを仕掛け、ガードポジションからキーロックを極めるも、肩がマットに着いていたためピンフォール負けを喫した。
2005年9月、WWEのコスト削減策のため解雇を通告され、下部団体のDSWからのオファーを受けるも拒否し、以後は総合格闘家へ転向した。
2006年からStrikeforceで総合格闘技に本格的に参戦。
2010年2月22日、IGF初参戦となった「GENOME11」でエリック・ハマーと対戦し、7分9秒レッグロックによるタップアウト負けを喫した。 
2010年6月19日、新日本プロレスに初参戦して中邑真輔と対戦し、ボマイェからの片エビ固めで敗れた。11月から中邑と組んで新日本プロレス主催のG1 TAG LEAGUEに参戦。
2019年2月現在、自らが立ち上げた無収益団体「マイ・ライフ・マイ・パワー」とのコラボという形で、アーカンソー州で無報酬のパートタイマーとして警察官をしていることが報じられた。

## 戦績
| 総合格闘技 戦績 | 総合格闘技 戦績 | 総合格闘技 戦績 | 総合格闘技 戦績 | 総合格闘技 戦績 | 総合格闘技 戦績 | 総合格闘技 戦績 |
| --------------- | --------------- | --------------- | --------------- | --------------- | --------------- | --------------- |
| 8 試合          | (T)KO           | 一本            | 判定            | その他          | 引き分け        | 無効試合        |
| 8 勝            | 2               | 3               | 3               | 0               | 0               | 0               |
| 0 敗            | 0               | 0               | 0               | 0               | 0               | 0               |

| 勝敗 | 対戦相手                   | 試合結果                   | 大会名                           | 開催年月日    |
| ○    | マイケル・クラーク         | 5分3R終了 判定3-0          | Called Out MMA 1                 | 2009年8月15日 |
| ○    | ジェフ・フォード           | 1R 1:23 TKO（肩の負傷）    | Call to Arms 1                   | 2009年5月16日 |
| ○    | リチャード・ダルトン       | 5分3R終了 判定3-0          | Strikeforce: Playboy Mansion     | 2007年9月29日 |
| ○    | マイケル・オールデン       | 1R 0:45 TKO（パンチ連打）  | BodogFight: Costa Rica Combat    | 2007年2月18日 |
| ○    | マイク・クック             | 2R 2:31 チョークスリーパー | Strikeforce: Triple Threat       | 2006年12月8日 |
| ○    | トム・タッグル             | 1R 0:28 腕ひしぎ十字固め   | Strikeforce: Revenge             | 2006年6月9日  |
| ○    | ジェシー・フュージャルシク | 1R 1:54 チョークスリーパー | Strikeforce: Shamrock vs. Gracie | 2006年3月10日 |
| ○    | ジェイ・マコーン           | 3分3R終了 判定3-0          | X-1                              | 2003年9月6日  |

## 獲得タイトル
- 100万ドルタフイナフ 優勝（2004年）